# Pistou
Il pistou è una salsa originaria della Provenza, in Francia.
È a base di basilico pestato, di aglio e olio d'oliva, ed è quindi simile al pesto della vicina Liguria, e si differenzia da questo per l'assenza di pinoli e per la facoltatività del formaggio grattugiato come ingrediente.

## Utilizzo
Il pistou costituisce l'ingrediente essenziale della soupe au pistou, una minestra di verdure estive a cui si aggiunge la pasta, e con quest'ultima lo si può anche adoperare come condimento, anche se quest'ultimo utilizzo del pistou non è molto frequente.
Per metonimia il pistou è talvolta confuso con il basilico, il quale non è che uno tra i suoi ingredienti.